# Conothraupis speculigera
A Conothraupis speculigera  a madarak osztályának verébalakúak (Passeriformes) rendjébe és a tangarafélék (Thraupidae) családjába tartozó  faj.

## Rendszerezése
A fajt John Gould angol ornitológus írta le 1939-ben, a Schistochlamys nembe Schistochlamys speculigera néven.

## Előfordulása
Bolívia, Brazília, Ecuador és Peru területén honos. Természetes élőhelyei a szubtrópusi és trópusi száraz erdők, síkvidéki esőerdők és cserjések, valamint másodlagos erdők. Állandó, nem vonuló faj.

## Megjelenése
Testhossza 14 centiméter, testtömege 23-28 gramm.  A hím tollazata a fehér hasi részeket kivéve fekete, a tojóé barnás.

## Természetvédelmi helyzete
Az elterjedési területe nagyon nagy, egyedszáma pedig stabil. A Természetvédelmi Világszövetség Vörös listáján nem fenyegetett fajként szerepel.